# Kommende Windau
Die Kommende Windau in Kurland war eine der Kommenden des Deutschen Ordens.  Sie wurde im Jahre 1291 gegründet und wurde zur Keimzelle der Stadt Ventspils (Windau) in der heutigen Republik Lettland.
Die Kommende gehörte zum Meistertum Livland, das innerhalb des Deutschordensstaats erhebliche Autonomie besaß. Sie bestand bis 1560 und war 1561 bis 1562, nachdem Kurland im November 1561 unter Gotthard Kettler ein unter polnischer Lehnshoheit stehendes Herzogtum geworden war, Sitz des ehemaligen Landmarschalls Kaspar von Münster.

## Komture von Windau
- 1291 Detlev
- 1309–1313 Eberhard von Monheim
- vor 1339 Burchard von Dreileben
- 1339 Dietrich von Melschede
- 1347–1349 Andreas von Steinberg
- 1365 Hartmann
- 1382 Rabod von Horst
- 1387 Rembold
- um 1400? Holtappel
- 1422–1425 Arnd von Borchhausen
- 1435–1441 Heinrich von Sevinghausen
- 1441–1445 Hermann von Sevinghausen
- 1447 Mathias von Boningen
- 1451 Johann von Bevessen
- 1466–1468 Konrad von Herzenrode
- 1481–1494 Christian von Seelbach von Zeppenfeld
- 1499–1507 Wolter von Loe
- 1514 Johann Clodt
- 1523–1527 Johann von der Hoeve
- 1532–1533 Wilhelm von der Balen genannt Fleck
- 1535–1545 Wilhelm von Etzbach
- 1545–1560 Adrian Torck
- 1561–1562 Kaspar (Jasper) von Münster